# Gospodar prstenova
Gospodar prstenova epski je fantastični roman kojeg je napisao engleski akademik i filolog  J. R. R. Tolkien. Priča je započeta kao nastavak Tolkienovog ranijeg djela, Hobita, ali se razvila u mnogo veću i kompleksniju priču. Pisana je u fazama između 1937. i 1949. godine, a velik je njezin dio nastao tijekom Drugog svjetskog rata. Iako je planirano objavljivanje romana u jednom svesku, on je objavljen u tri sveska 1954. i 1955. te je i kasnije obično tako bio objavljivan. Od prvog je obljavljivanja tiskan mnogo puta i preveden na velik broj jezika, i postao je jedno on najpopularnijih i najutjecajnijih djela književnosti 20. stoljeća.
Priča Gospodara prstenova odvija se tijekom Trećeg doba Međuzemlja. To područje nastanjuju ljudi i druge humanoidne rase (hobiti, vilenjaci, patuljci i orci) kao i mnoga druga stvarna i fantastična stvorenja. Priča se vrti oko Prstena moći kojeg je stvorio Gospodar tame Sauron i od tihih početaka u Shireu grana se preko Međuzemlja prateći tijek Rata za Prsten kroz oči glavnih likova, a posebice glavnog protagonista Froda Bagginsa.
Zajedno s ostalim Tolkienovim djelima, temeljito su analizirane i literarne teme koje se pojavljuju u Gospodaru prstenova i utjecaji i na to djelo. Iako je već sama po sebi veliko djelo, priča je tek posljednji korak u sastavljanju mitologije na kojoj je Tolkien radio od 1917. Na ta su ranija djela, ali i na priču Gospodara prstenova, utjecale filologija, mitologija, industrijalizacija i religija, kao i ranija djela iz žanra fantastike te Tolkienova iskustva iz Prvog svjetskog rata. Isto tako, smatra se da je i sam Gospodar prstenova imao jak utjecaj na moderni žanr fantastike.
Velika popularnost koja ne jenjava dovela je do čestog spominjanja Gospodara prstenova u popularnoj kulturi, osnivanja velikog broja društava obožavatelja Tolkienovih djela, i objavljivanja mnogih knjiga o Tolkienu i njegovim djelima. Gospodar prstenova nadahnjivao je i nadahnjuje nastajanje umjetničkih djela, glazbe, filmova, videoigara i novih književnih djela. Postoje radijske, kazališne i filmske adaptacije Gospodara prstenova. Veoma dobro prihvaćena filmska trilogija Gospodar prstenova Petera Jacksona pobudila je novi val zanimanja za Gospodara prstenova i ostala Tolkienova djela.

## Pozadina priče
Kako napreduje radnja knjige, otkriva se povijesna pozadina priče Gospodara prstenova, a dodatno je pojašnjenja u dodacima i Silmarillionu, objavljenom nakon Tolkienove smrti. Priča počinje tisućama godina prije događaja u knjizi sa samozvanim Gospodarom prstenova, Gospodarom tame Sauronom, koji je u tajnosti iskovao Veliki Prsten moći kako bi porobio nositelje ostalih Prstenova moći. Započeo je rat tijekom kojeg je uspio doći u posjed 16 Prstenova moći koje je nosilo sedam gospodara patuljaka i devet gospodara ljudi; ljude koji su nosili prstene iskvarila je tijekom vremena njihova moć i postali su Prstenove utvare ili nemrtvi Nazgûli, Sauronovi najstrašniji sluge. Sauron nije uspio doći do posljednja Tri prstena koje su zadržali vilenjaci. Ljudi velike otočne nacije Númenora pomogli su opkoljenim vilenjacima u ratu, a mnogo kasnije poslali su veliku silu da zbaci s vlasti Saurona koji se predao te je odveden u Númenor kao zarobljenik. Međutim, prepredeni Sauron zatrovao je umove Númenoreanaca protiv Valara i prijevarom ih naveo da napadnu Besmrtne zemlje, zbog čega je Númenor uništen. Sauronov duh pobjegao je u Međuzemlje.
Više od 100 godina kasnije, Sauron je ratovao s Númenorejcima koji su se nastanili u Međuzemlju. Elendil je s vilin-kraljem Gil-galadom sklopio Posljednji savez vilenjaka i ljudi te su se oni sukobili sa Sauronovom vojskom i pobijedili je, a njegovo je uporište Barad-dûr bilo pod opsadom. Nakon sedmogodišnje opsade Barad-dûra, tijekom koje je Anárion poginuo, Sauron se ponovno otvoreno sukobio s vođama Posljednjeg saveza. Gil-galad i Elendil poginuli su tijekom borbe sa Sauronom, ali i Sauronovo je tijelo svladano i ubijeno. Isildur je odsjekao Jedinstveni Prsten sa Sauronove ruke krhotinom Elendilovog slomljenog mača Narsila i tada je Sauronov duh pobjegao u divljinu. Isilduru je savjetovano da uništi Jedinstveni Prsten tako da ga baci u vatru Orodruina koji se nalazi u blizini mjesta na kojem je Prsten iskovan, ali on je, privučen njegovom ljepotom, to odbio i zadržao ga kao nadoknadu za smrt njegova oca i brata.
Tako je počelo Treće doba Međuzemlja. Dvije godine kasnije Isildura i njegove vojnike na Gladdenskim poljima zaskočili su orci. Isildur je uspio pobjeći stavljajući na ruku Prsten, koji smrtnike čini nevidljivima, ali prsten ga je izdao i skliznuo mu s prsta dok je plivao rijekom Anduin. Orci su ga vidjeli i ubili, a prsten je dvije tisuće godina bio izgubljen na dnu rijeke.
Prsten je zatim u rijeci slučajno našao hobit Déagol. Njegov rođak i prijatelj Sméagol ubio ga je kako bi se dočepao Prstena (Taj dan je bio Sméagolov rođendan, a prsten je želio kao poklon), a potom je potjeran iz svoga doma. Sméagol je pobjegao u Magleno gorje gdje je, iskvaren moći Prstena, postao odvratno, mršavo stvorenje zvano Golum. Mnogo kasnije, kao što je napisano u Hobitu, drugi je hobit, Bilbo Baggins, naizgled slučajno našao Prsten u Gollumovoj špilji i odnio ga kući, u Vrećasti Vijenac, ne znajući ništa više od toga da se radi o čarobnom prstenu.

## Radnja

### Prstenova družina
Gospodar prstenova počinje otprilike 60 godina nakon završetka Hobita. Prvi dio priče počinje u "Prstenovoj družini", kada Frodo Baggins, Bilbov nećak, dobiva Bilbov jedinstveni prsten. Bilbov stari prijatelj, Gandalf Sivi otkriva da je taj prsten zapravo Jedinstveni Prsten, objekt Sauronove moći, a ujedno i predmet kojeg Mračni gospodar traži većinu Trećeg doba, predmet koji iskvari srca drugih u želji da ga posjeduju i upravljaju moći koju on posjeduje.
Sauron šalje Prstenove utvare, prerušene u jahače u crnom u Shire, Frodovu domovinu, u potragu za Prstenom. Uz pomoć svog odanog sluge, Sam Gamgeeja, i trojice bliskih prijatelja, Merryja Brandybucka, Pippina Tooka i Fredegara Bolgera, Frodo uspijeva pobjeći. Dok Fredegar (Debeli Bolger) ostaje zametnuti trag pred Utvarama, Frodo i ostali odlaze predati Prsten u Posljednju domaću kuću, gospodara Elronda od Rivendella. Na putu im pomaže i Tom Bombadil, spašavajući ih od Starca Vrbe i nekoliko dana ih ugosti, nahrani, napoji i savjetuje. U gradiću Breeju, Frodovoj družini priključuje se čovjek zvan "Strider", koji je zapravo Aragorn, sin Arathornov, nasljednik prijestolja Gondora i Arnora. Aragorn, na zahtjev Gandalfa, vodi hobite do Rivendella. Međutim, Froda je teško povrijedio vođa Utvara, ali se unatoč tome oporavlja pod njegom gospodara Elronda Poluvilenjaka.
U Rivendellu, hobiti saznaju da se Sauron može pobijediti samo ako Aragorn prihvati svoje kraljevsko naslijeđe i prijestolje Gondora, i tako ispuni drevno proročanstvo rukujući mačem Andurilom, iskovanim od krhotina Narsila, mača koji je nekoć skinuo Prsten sa Sauronovog prsta, u Drugom dobu.
Na Elrondovom savjetu prisustvuju predstavnici rasa Međuzemlja, Vilenjaci, Patuljci i Ljudi. Vođeni Elrondom, dolaze do zaključka da mogu spasiti Međuzemlje samo ako odnesu Prsten u zemlju sjenki, Mordor i unište ga u Kletoj gori, gdje je i iskovan.
Frodo se dobrovoljno javlja za taj zadatak i Prstenova družina je formirana da mu pomogne: sam Frodo, Gandalf, Aragorn, Boromir Gondorski, patuljak Gimli, vilenjak Legolas i Frodova tri suputnika hobita. Put ih nosi u rudnike Morije, gdje ih prati Golum, biće koje je Bilbo sreo u Goblinskim pećinama Maglenog gorja, prije mnogo godina. Golum je dugo posjedovao Prsten, prije nego što ga je našao Bilbo. Gandalf objašnjava da je Gollum nekada bio sličan hobitima, prije nego što je dobio Prsten, koji ga je iskvario. Rob Prstenovoj volji, Gollum očajnički želi ponovo uzeti "svoje zlato". U nastavku, Pippin slučajno razotkrije njihovo prisustvo, i Družina je napadnuta od strane Sauronovih sluga. Gandalf se sukobljava s ogromnim drevnim demonom, Balrogom i pada u duboki ponor, vjerojatno u svoju smrt. Bježeći iz Morije, Družina, predvođena Aragornom, odlazi u vilenjačke prostore Lothloriena. Tamo gospodarica Galadriel pokazuje Frodi i Samu vizije prošlosti, sadašnjosti i budućnosti. Frodo ugleda i Sauronovo oko, metafizički izraz Saurona, i Galadriel privuče Prsten. Na kraju prvog dijela, nakon što Družina prijeđe Veliku rijeku Anduin, Frodo odlučuje da sam ode u Mordor, prvenstveno zbog iskvarljujuće moći Prstena na Boromira. Međutim, njegov odani Sam inzistira da pođe s njim.

### Dvije kule
U drugom dijelu, Dvije Kule, priča se nastavlja paralelno u dvije knjige, i u prvoj nam govori o preostalim članovima Družine koji pomažu zemlji Rohan u ratu protiv izdajice Sarumana, nekadašnjeg vođe Reda Čarobnjaka, koji želi Prsten za sebe. Na početku prve knjige, Družina je raštrkana, Merryja i Pippina su zarobili Sauronovi i Sarumanovi orci, Boromir je smrtno ranjen braneći ih, a Aragorn, Gimli i Legolas polaze u potjeru za njima. Njih trojica sreću Gandalfa koji se vratio u Međuzemlje kao Gandalf Bijeli. Oni saznaju da je porazio Balroga i iako je tada i on sam stradao, poslan je natrag i preporođen kao važan lik. Na kraju prve knjige, Gandalf, Aragorn, Legolas i Gimli pomažu pobijediti Sarumanovu vojsku u Helmovoj klisuri i Hornburškoj bitki, dok su Sarumana u kut stjerali Enti i Huorni, zajedno s Merryjem i Pippinom, koji pobjegnu iz zarobljeništva, i tada se dvije grupe sreću.
Druga knjiga drugog dijela govori o Frodu i Samu i njihovom putu do Klete gore. Uspijevaju zarobiti i "ukrotiti" Goluma, koji ih tajno odvede u Mordor, pored ukletog Minas Morgula. Na kraju drugog dijela, Golum izda Froda velikom pauku, Shelobi, i iako Frodo preživi, zarobe ga orci. U međuvremenu, Sauron šalje sve svoje snage u napad na Međuzemlje, zajedno s Kraljem-vješcem, Vođom Utvara, i njegovom vojskom Minas Morgula u bitku protiv Gondora, u Ratu za Prsten.

### Povratak kralja
U trećem dijelu, Povratak kralja, nastavljaju se avanture Gandalfa, Aragorna, Gimlija i Legolasa usporedno s Frodovim i Samovim. Kao što je rečeno u prvoj knjizi, Družina pomaže u posljednjoj bitki protiv Sauronovih snaga, uključujući i opsadu Minas Tiritha u Gondoru i posljednjoj bitki za život i smrt pred Crnim Dverima Mordora, gdje se savez Gondora i Rohana očajnički bori protiv Sauronove vojske, da bi im odvratili pažnju od Prstena, te tako dajući vremena Frodi da ga uništi.
U drugoj knjizi, Sam spašava Froda iz zarobljeništva. Nakon mnogo patnje, stižu do Klete gore, dok ih Golum prati. Međutim, iskušenje Prstena se pokaže preveliko za Froda i on ga zadržava za sebe, ne želeći ga uništiti. Međutim, Golum ga napada i uspijeva mu odgristi Prsten s prsta. Sluđen uspjehom, Golum se posklizne i zajedno s Prstenom pada u vrelu lavu, gdje Prsten konačno biva uništen.
Na kraju, Sauron je pobijeđen, i Aragorn biva okrunjen za kralja. Ipak, Saruman uspijeva pobjeći i iskvariti Shire prije nego što umre. Frodo ostaje ranjen u duši i tijelu te zajedno s Bilbom odlazi na zapad, preko Mora u Valinor, gdje uspijeva naći mir.

## Vrijeme radnje
U skladu s Tolkienovom vremenskom linijom, radnja se događa između Bilbovog rođendana, 22. rujna 3001. godine Trećeg doba, i Samovog povratka u Shire, 6. listopada 3021. godine Trećeg doba. Veći se dio radnje događa tijekom 3018. i 3019. godine, od polaska Froda iz Vrećastog Vijenca u Shireu, 23. rujna 3018. godine Trećeg Doba do uništenja Prstena šest mjeseci kasnije, 25. ožujka 3019. godine Trećeg doba.

## Ideja i stvaranje

### Pisanje
Gospodar prstenova započet je kao nastavak Hobita, fantastične priče objavljene 1937. koju je Tolkien napisao za i čitao svojoj djeci. Zbog popularnosti Hobita, njegovi su izdavači željeli objaviti još priča o hobitima i goblinima pa je iste godine, tada 45-godišnji Tolkien, počeo pisati priču koja je kasnije postala Gospodar prstenova. Priču je završio 12 godina kasnije, 1949. godine, a u potpunosti je objavljena tek 1955. kad je Tolkien imao 63 godine.
Tolkien isprva nije namjeravao napisati nastavak Hobita i umjesto toga napisao je nekoliko pripovijedaka za djecu kao što je npr. Roverandom. Tolkien se počeo baviti zaokruživanjem povijesti Arde pišući pripovijetke o Silmarilima i priče o tome kako su nastale pojedine rase te kako je došlo do događaja iz Gospodara prstenova. Tolkien je preminuo prije nego što je uspio sastaviti to svoje djelo, danas poznato kao Silmarillion, ali njegov je sin Christopher Tolkien uredio očevo djelo, popunio praznine i objavio ga 1977.
Na nagovor svojih izdavača, započeo je "novog Hobita" u prosincu 1937. Nakon nekoliko neuspjelih pokušaja, napokon se iskristalizirala priča o Jedinstvenom prstenu i knjiga je iz nastavka Hobita, po temi, postala gotovo nastavak neobjavljenog Silmarilliona. Ideju o prvom poglavlju ("Dugo očekivana proslava") Tolkien je dobio potpuno razrađenu, iako razloge Bilbovog nestanka, važnost prstena i naslov "Gospodar prstenova" nije razradio do proljeća 1938. Isprva je želio napisati priču u kojoj je Bilbo potrošio sve svoje bogatstvo te je bio u potrazi za novom pustolovinom u kojoj bi ponovno stekao blago; međutim, sjetio se prstena i njegovih moći pa je odlučio radije pisati o tome. Započeo je priču s Bilbom kao glavnim likom, ali odlučio je da je priča preozbiljna da bi se kao glavni lik pojavio hobit koji se toliko voli zabavljati. Zato je Tolkien potražio zamjenski lik koji bi nosio Prsten pa se okrenuo članovima Bilbove obitelji. Mislio je za glavni lik uzeti Bilbova sina, ali to ga je dovelo do teških pitanja, kao što je npr. boravište Bilbove supruge i bi li Bilbo pustio vlastitog sina u opasnost. U jednoj je grčkoj legendi junakov nećak dobio moćan predmet i tako je nastao lik Froda. (Zapravo je Tolkien učinio Froda Bilbovim rođakom i u prvom i u drugom koljenu, ali zbog razlike u godinama oni su jedan drugoga smatrali nećakom i ujakom.)
Pisanje je zbog Tolkienovog perfekcionizma sporo napredovalo i često je bilo prekidano njegovim akademskim dužnostima. Prema izvorima, čini se da se ostavio pisanja Gospodara prstenova tijekom većeg dijela 1943. i ponovno je počeo pisati tek u travnju 1944. Ponovno se prihvativši pisanja, svojem je sinu Christopheru, koji je u to vrijeme u Južnoj Africi služio u RAF-u, slao kopije poglavlja koja je pisao. 1946. godine ponovno je intenzivnije počeo pisati, a svojim je izdavačima 1947. pokazao kopiju rukopisa. Priča je sljedeće godine bila završena, ali Tolkien je ranije napisane dijelove pregledavao do 1949.
Zbog svađe sa svojim izdavačima, Allenom & Unwinom, knjiga je 1950. ponuđena Collinsu. Tolkien je zajedno s Gospodarom prstenova namjeravao objaviti i Silmarillion (koji u to vrijeme još nije bio pregledan i uređen), a Allen & Unwin nisu bili spremni to učiniti. Nakon što je Milton Waldman, njegova veza u Collinsu, izrazio mišljenje da Gospodara prstenova hitno treba skratiti, on je uskoro zatražio da knjiga bude objavljena 1952. Tvrtka Collins to nije učinila pa je Tolkien pisao Allenu & Unwinu rekavši da bi "rado razmislio o objavljivanju bilo kojeg dijela."
Nakon velikog uspjeha Gospodara prstenova, Tolkien je razmišljao o pisanju nastavka koji bi se zvao Nova sjena i u kojem bi se narod Gondora okrenuo mračnim kultovima i razmišljao o ustanku protiv Aragornovog sina, Eldariona. Tolkien nikad nije jako uznapredovao u pisanju tog nastavka zato što se priča više bavila ljudskom prirodom nego epskim borbama, a nekoliko stranica koje su napisane može se naći u Narodima Međuzemlja. Umjesto toga, Tolkien se vratio pisanju i pregledavanju svoje priče Silmarillion, ali preminuo je prije nego što je dovršio priču koju je ipak 1977. objavio njegov sin Christopher Tolkien.

### Objavljivanje
Za objavljivanje je, što zbog poslijeratnog manjka papira, što zbog toga da cijena knjige ne bude previsoka, knjiga podijeljena na tri sveska: Prstenovu družinu (1. i 2. knjiga), Dvije kule (3. i 4. knjiga) i Povratak kralja (5. i 6. knjiga te šest dodataka). Zbog kašnjenja pri izradi dodataka, karata, a posebno kazala, svesci su objavljeni kasnije nego što je planirano - u Ujedinjenom Kraljevstvu redom 21. srpnja 1954., 11. studenog 1954. i 20. listopada 1955. Posebno se dugo čekalo na objavljivanje Povratka kralja. Tolkienu se nije ni sviđao naslov Povratak kralja zato što je smatrao da odaje preveliki dio radnje. Prvo je predložio naslov Rat za Prsten kojeg su odbili njegovi izdavači.
Objavljivanje knjiga pratio je dogovor o podjeli zarade zbog kojeg Tolkien nije primio nikakav predujam ili dobivao tantijeme dok prodaja knjiga nije pokrila troškove njihovog objavljivanja, a nakon toga dobio je veliki dio zarade. Planirano je da kazalo za sva tri sveska, koje se nalazi na kraju trećeg sveska, bude objavljeno zajedno s Prstenovom družinom. Međutim, pokazalo se da to nije moguće ostvariti u razumnom roku. Kasnije, 1966. godine, kazalo s četiri naslova dodano je Povratku kralja.
Djelo se često naziva "trilogijom" Gospodara prstenova zato što se većinom pojavljuje u izdanju od tri sveska. Sam je Tolkien u pismu pjesniku W. H. Audenu za djelo upotrijebio termin "trilogija" iako je kasnije to smatrao netočnim zato što je djelo napisano i zamišljeno kao jedna knjiga.

### Povijest izdavaštva
Tri su sveska prvi put objavili Allen & Unwin u razmacima od nekoliko mjeseci 1954. i 1995. godine. Od tada su ih mnogi izdavači ponovno objavili u izdanjima od jednog, tri, šest ili sedam svezaka. Danas su dva najčešća izdanja na engleskom jeziku ono od jednog (ISBN 0-618-34399-7) te ono od tri sveska (ISBN 0-618-34624-4), dok je na hrvatskom jeziku, u izdanju Algoritma, knjiga objavljena u tri sveska (meke i tvrde korice) te u jednom svesku (ISBN 9-536-16605-4).
Roman je preveden na desetke jezika. Tolkien, stručnjak za filologiju, pregledao je mnoge od tih prijevoda te ih je komentirao osvrnuvši se na proces prevođenja i na vlastiti rad. Kako bi pomogao prevoditeljima, Tolkien je napisao "Vodič kroz imena u Gospodaru prstenova". Prevoditelji imaju neobično veliku slobodu pri prevođenju Gospodara prstenova zato što bi ta knjiga trebala biti prijevod Crvene knjige iz Westmarcha, i suprotno od uobičajene suvremene prakse, imena koja imaju određena značenje u engleskoj verziji, mogu se izmijeniti kako bi slično značenje imala i u prijevodu. U hrvatskom je prijevodu tako Bag End postao Vrećasti Vijenac, a supruga Sama Gamgeeja, koja u originalu nosi ime Rosie Cotton, postala je Ružica Pamuković.

### Utjecaji
Gospodar prstenova razvio se kao Tolkienovo osobno istraživanje vlastitog zanimanja za filologiju, religiju (posebno za katoličanstvo), bajke, kao i nordijsku mitologiju, ali na njegovo je stvaranje velikim dijelom utjecala njegova vojna služba u Prvom svjetskom ratu. Tolkien je stvorio cijeli, veoma detaljan, imaginarni svijet (Eä) u kojem je smještena radnja Gospodara prstenova, a otvoreno je priznao da su na nastanak mnogih dijelova toga svijeta utjecali različitih izvori.
Tolkien je jednom Gospodara prstenova opisao svojem prijatelju, engleskom jezuitu Robertu Murrayju kao "u osnovi religiozno i katoličko djelo, isprva takvo nesvjesno, ali u ponovno pregledu svjesno." U djelu postoje mnoge teološke teme uključujući i bitku između dobra i zla, trijumf poniznosti nad ponosom, te djelovanje milosti. Osim toga, u priči se pojavljuju i teme smrti i besmrtnosti, milosrđa i sažaljenja, uskrsnuća, spasenja, kajanja, slobodne volje, pravde, prijateljstva, autoriteta i iscjeljenja. Također, navodno je Tolkien pri opisu Frodove borbe s moći Jedinstvenog Prstena na umu imao riječi iz molitve Oče naš "i ne uvedi nas u napast, nego izbavi nas od zla."
Na Tolkienovo Međuzemlje jak utjecaj imali su i nekršćanski religijski motivi. Njegovi Ainur, rasa anđeoskih bića koja su odgovorna za konceptualizaciju svijeta, uključuju Valare, panteon "bogova"  koji su odgovorni za održavanje svega od neba i mora do snova i sudbine, i njihove sluge Maiare. Ideja o Valarima slična je grčkoj i nordijskoj mitologiji, iako je Ainure i sam svijet stvorio Ilúvatar ili Eru. Samo prakticiranje vjere u Međuzemlju prilično je zanemareno u Gospodaru prstenova i detaljnije informacije mogu se naći samo u različitim inačicama materijala za Silmarillion. Ipak, postoje neke aluzije na taj dio Tolkienovog rada, između ostalog, "Veliki Neprijatelj" koji je bio Sauronov gospodar i "Elbereth, Kraljica zvijezda" (redom Valari Morgoth i Varda). Mogu se pronaći i ostali nekršćanski mitološki i folklorni elementi kao što su ostale svjesne rase neljudi (patuljci, vilenjaci, hobiti i enti), "Zeleni čovjek" (Tom Bombadil) te duhovi.
Sjevernoeuropske mitologije možda su i najpoznatiji nekršćanski utjecaj na Tolkiena. Njegovi vilenjaci i patuljci temelje se prvenstveno na nordijskoj i povezanim germanskim mitologijama. Imena kao što su "Gandalf" i "Gimli" izravno su izvedena iz nordijske mitologije. Na lik Gandalfa posebno je utjecalo germansko božanstvo Odin u svojoj inkarnaciji "Lutalice", starca duge bijele brade, sa šeširom širokog oboda i štapom; Tolkien je u pismu iz 1946. godine napisao da Gandalfa zamišlja kao lutalicu nalik Odinu.
Jedan od književnih utjecaja iz europskih mitologija je i anglosaksonski ep Beowulf. Moguće je da je Tolkien preuzeo i neke elemente iz Völsunga sage (stare nordijske sage i osnove za kasniju njemačku Sagu o Nibelunzima), posebno čarobni zlatni prsten i slomljeni mač koji je ponovno iskovan. U Völsunga sagi, ti su predmeti redom Andvarinaut i Gram, koji su veoma slični Jedinstvenom Prstenu i Narsilu odnosno Andúrilu. Tolkien je kao utjecaj na ideju o Međuzemlju naveo i finsku mitologiju, točnije finski nacionalni ep Kalevalu. Slično kao i radnja Gospodar prstenova, i radnja Kalevale vrti se oko čarobnog predmeta velike moći, Sampa, koji svojem vlasniku daje veliko bogatstvo, ali nikad potpuno ne razjašnjava svoju pravu prirodu. Kao i za Jedinstveni Prsten, i za Sampo se bore sile dobra i zla te na kraju biva izgubljen za svijet i uništen pri kraju priče. Osim toga, i čarobnjak iz Kalevale, Väinämöinen, donekle je sličan Gandalfu - zajednički su im besmrtnost i mudrost, a oba djela završavaju odlaskom čarobnjaka na lađama u zemlje daleko od smrtnog svijeta. Tolkien je i vilenjački jezik Quenya temeljio na finskom.
Jasno je i da Prsten može imati široku primjenu na ideju apsolutne moći i njezine posljedice te da radnja sugerira kako će svakoga tko želi imati apsolutnu moć ta moć na kraju i iskvariti. Ideja "prstena moći" prisutna je i u Platonovom djelu Država, Wagnerovom opernom ciklusu Prsten Nibelunga te u priči o Gigovom prstenu.
Na nešto osobnijoj razini, neke su lokacije i likovi nadahnuti Tolkienovim djetinjstvom u Sareholeu i Birminghamu. Moguće je i da se Shire i njegova okolica temelje na seoskom krajoliku oko Stonyhurst Collegea u Lancashireu gdje je Tolkien često boravio tijekom 1940-ih. Na Gospodara prstenova presudan su utjecaj imala Tolkienova iskustva tijekom Prvog svjetskog rata i iskustva njegova sina tijekom Drugog svjetskog rata. Središnji dio radnje u knjizi - dugi rat između dobra i zla - središnji je događaj i mnogih mitologija, pogotovo nordijske, ali je i jasno aludiranje na dobro poznat opis Prvog svjetskog rata, koji je često nazivan "ratom koji će završiti sve ratove".
Nakon objavljivanja Gospodara prstenova ti su utjecaji doveli do nagađanja o tome kako je Jedinstveni Prsten alegorija za nuklearnu bombu. Tolkien je, međutim, često naglašavao da njegova djela uopće nisu alegorije. U predgovoru Gospodara prstenova napisao je da ne voli alegorije i da njegova priča nije alegorija, te bi bilo neodgovorno olako odbaciti tako izravne izjave. Tolkien je već završio veći dio knjige, uključujući i kraj u cijelosti, prije nego što su u kolovozu 1945. godine nuklearne bombe bačene na Hirošimu i Nagasaki.

## Adaptacije
Gospodar prstenova u više je navrata prilagođen za film, radio i kazalište.
Knjiga je četiri puta prilagođena za emitiranje na radiju. 1955. i 1956., BBC je emitirao Gospodara prstenova, adaptaciju priče u 12 dijelova. 1960-ih godina radijska postaja WBAI iz New Yorka napravila je kratku radijsku adaptaciju. Dramatizacija Gospodara prstenova iz 1979. emitirana je u Sjedinjenim Američkim Državama, a kasnije je izdana i na kazeti i CD-u. 1981. BBC je emitirao novu dramatizaciju Gospodara prstenova u 26 polusatnih epizoda.
Napravljene su tri filmske adaptacije djela. Prva je bila Gospodar prstenova J. R. R. Tolkiena iz 1978., koju je napravio animator Ralph Bakshi. To je trebao biti prvi dio filma u dva dijela (stoga je originalni naslov filma Gospodar prstenova prvi dio). Film pokriva radnju Prstenove družine i dio radnje Dvije kule. Druga adaptacija, Povratak kralja iz 1980. bila je animirani televizijski film Rankin-Bassa, tvrtke koja je napravila i sličnu inačicu Hobita iz 1977. Treća je adaptacija Petera Jacksona, filmska trilogija Gospodar prstenova koju je producirala tvrtka New Line Cinema, a izašla je u tri dijela kao Gospodar prstenova: Prstenova družina (2001.), Gospodar prstenova: Dvije kule (2002.) te Gospodar prstenova: Povratak kralja (2003.). Posljednji dio trilogije bio je tek drugi film u povijesti koji je zaradio više od milijardu dolara, nakon Titanica 1997. i, kao Titanic, osvojio je ukupno 11 Oscara, između ostalog i Oscare za najbolji film i najboljeg redatelja. Filmska je trilogija posljednjih godina pomogla u povećanju popularnosti knjige.
Napravljeno je i nekoliko kazališnih adaptacija knjige. U Cincinnatiju, Ohio izvedene su kazališne adaptacije Prstenove družine (2001.), Dvije kule (2002.) i Povratka kralja (2003.). Mjuzikl Gospodar prstenova premijerno je izveden u Torontu, u Kanadi 2006., a u svibnju 2007. započeto je njegovo izvođenje u Londonu.

## Vanjske poveznice
- Službena Tolkienova web stranica
- The Lord of the Rings Wiki na Wikiji

### Ostali projekti
|  | Wikicitati imaju zbirke citata o temi Gospodar prstenova |